# Wehrkirche Keilhau

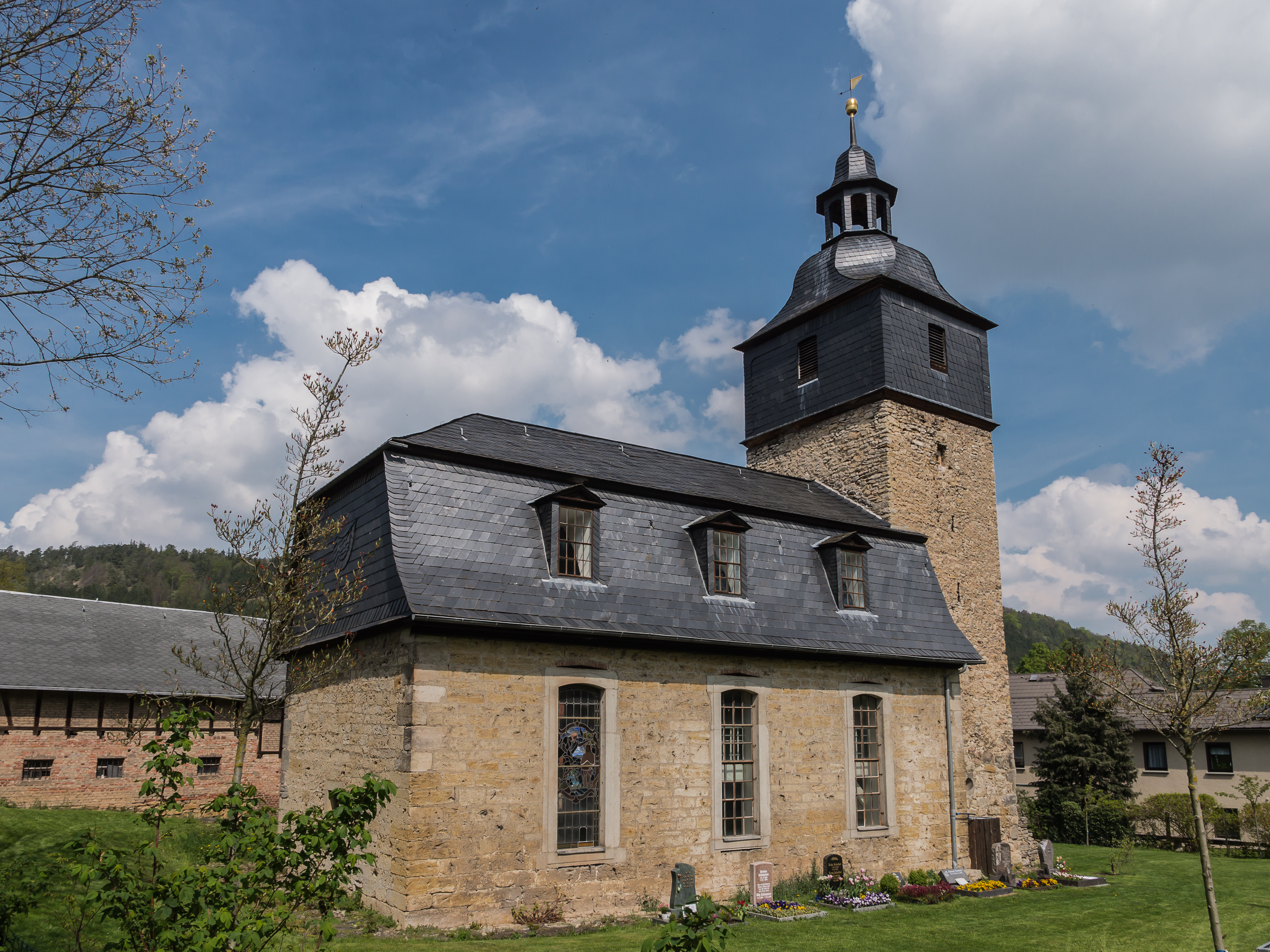
Südwest-Ansicht

Die evangelische Wehrkirche Keilhau steht im Ortsteil Keilhau der Stadt Rudolstadt im Landkreis Saalfeld-Rudolstadt in Thüringen.

## Geschichte
Für die Wehrkirche sprechen die dicken Wände des Turmes. Zunächst besaß das Gotteshaus nur den Wehrturm mit Gewölbe mit einem Holzanbau. Bekannt ist, dass der Turm 1509 erhöht wurde und 1759 die barocke Form mit Haube erhielt. Im Süden besitzt der Turm heute noch einen Okulus und eine Schießscharte.
Mit der Eröffnung der Erziehungsanstalt im Dorf wurde im Jahre 1844 ein neues Langhaus an der Westseite angebaut. Danach wurde die alte Holzkirche abgerissen.
Der barocke Flügelaltar wurde für 36 Thaler 1842 verkauft und steht jetzt im Erfurter Angermuseum.
Das Altarbild wurde vom Zeichenlehrer Friedrich Unger im romanischen Nazarenerstil gemalt und stellt Jesus inmitten von Kindern dar. Die Kirche ist stark von der Schule beeinflusst worden. Man spricht sogar von der Schulkirche. Die Farbgebung erfolgte 1921. Sie wurde 1994 erneuert.

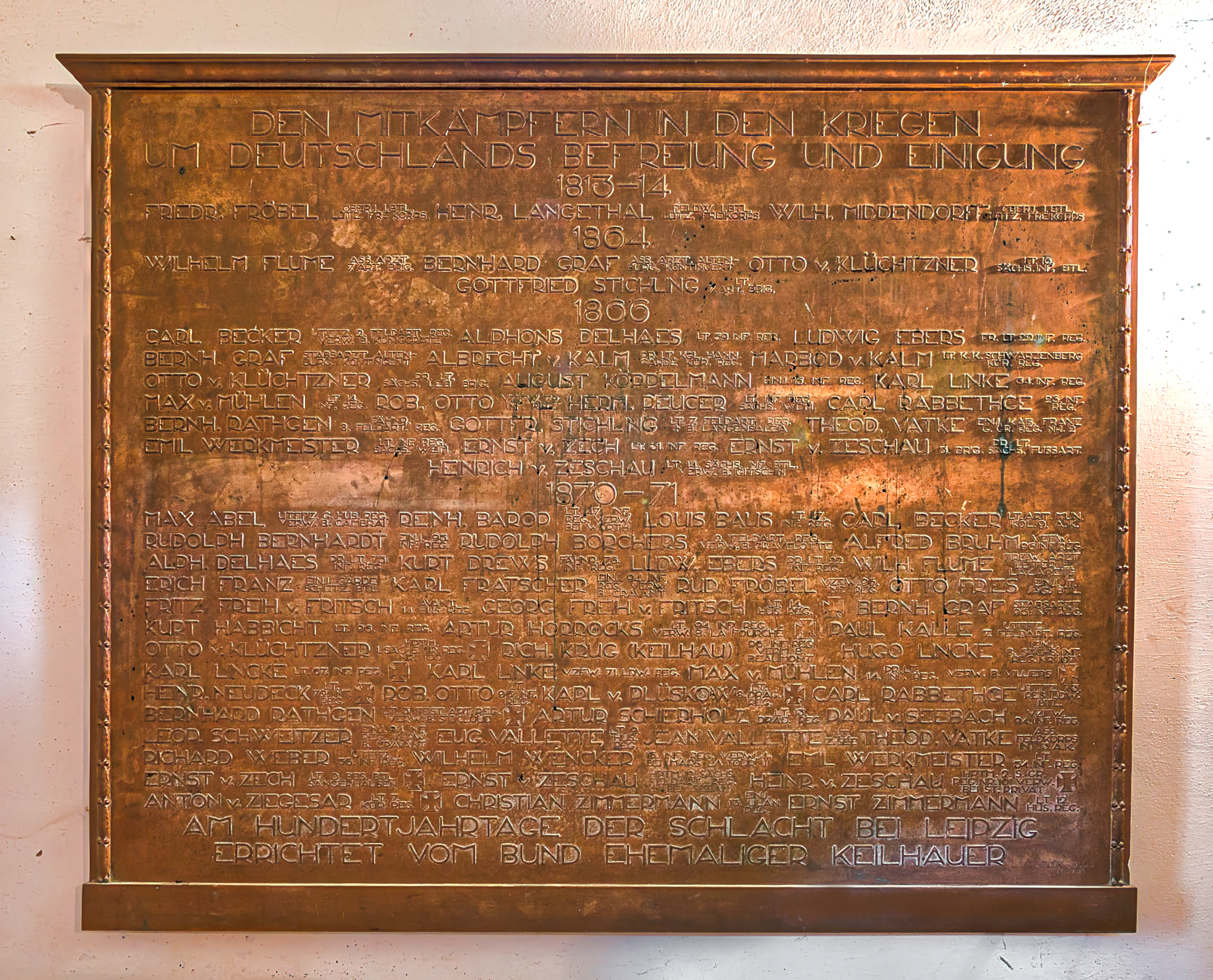
Gedenktafel Kriegsopfer 1813–1871
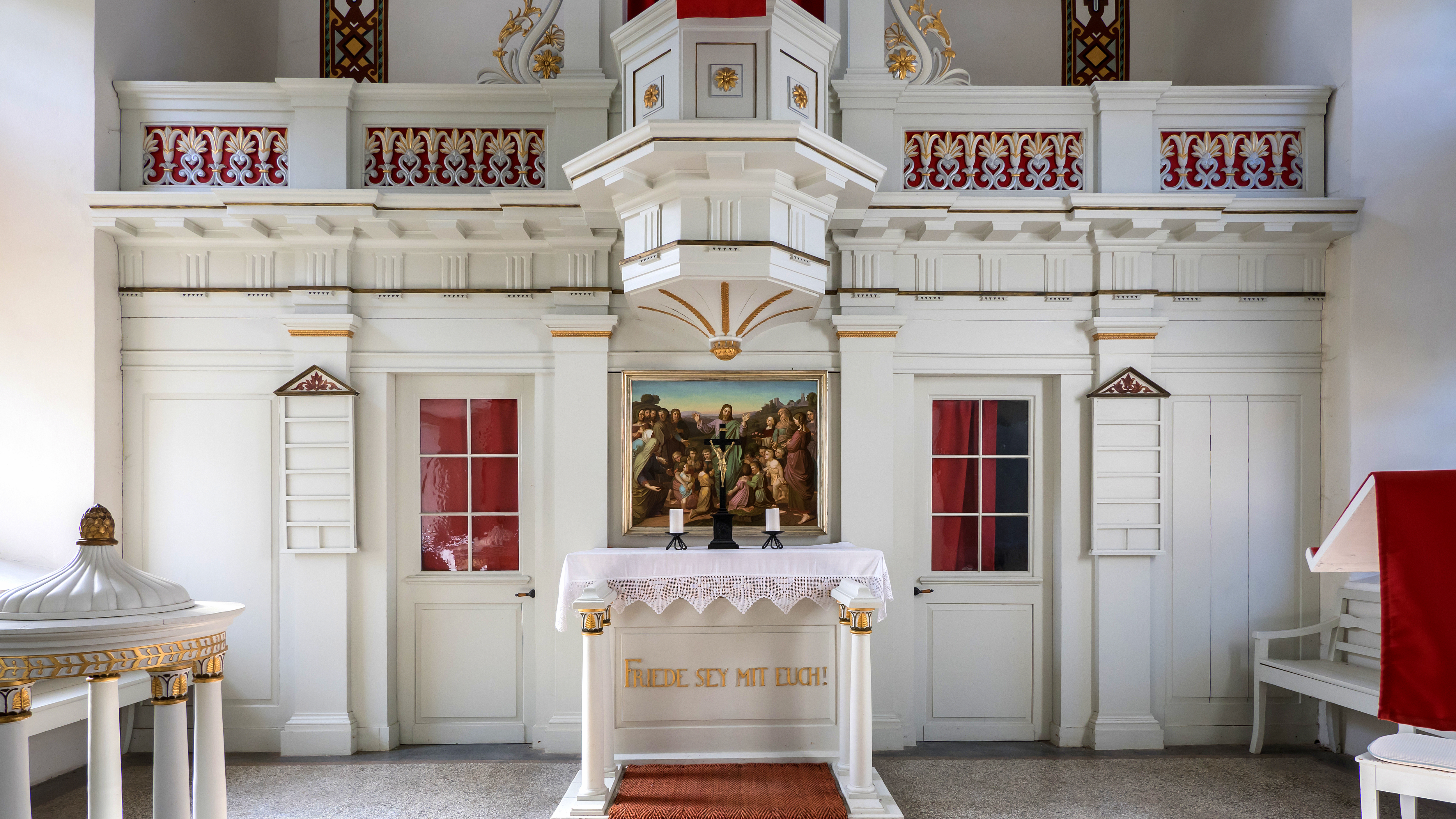
Altar
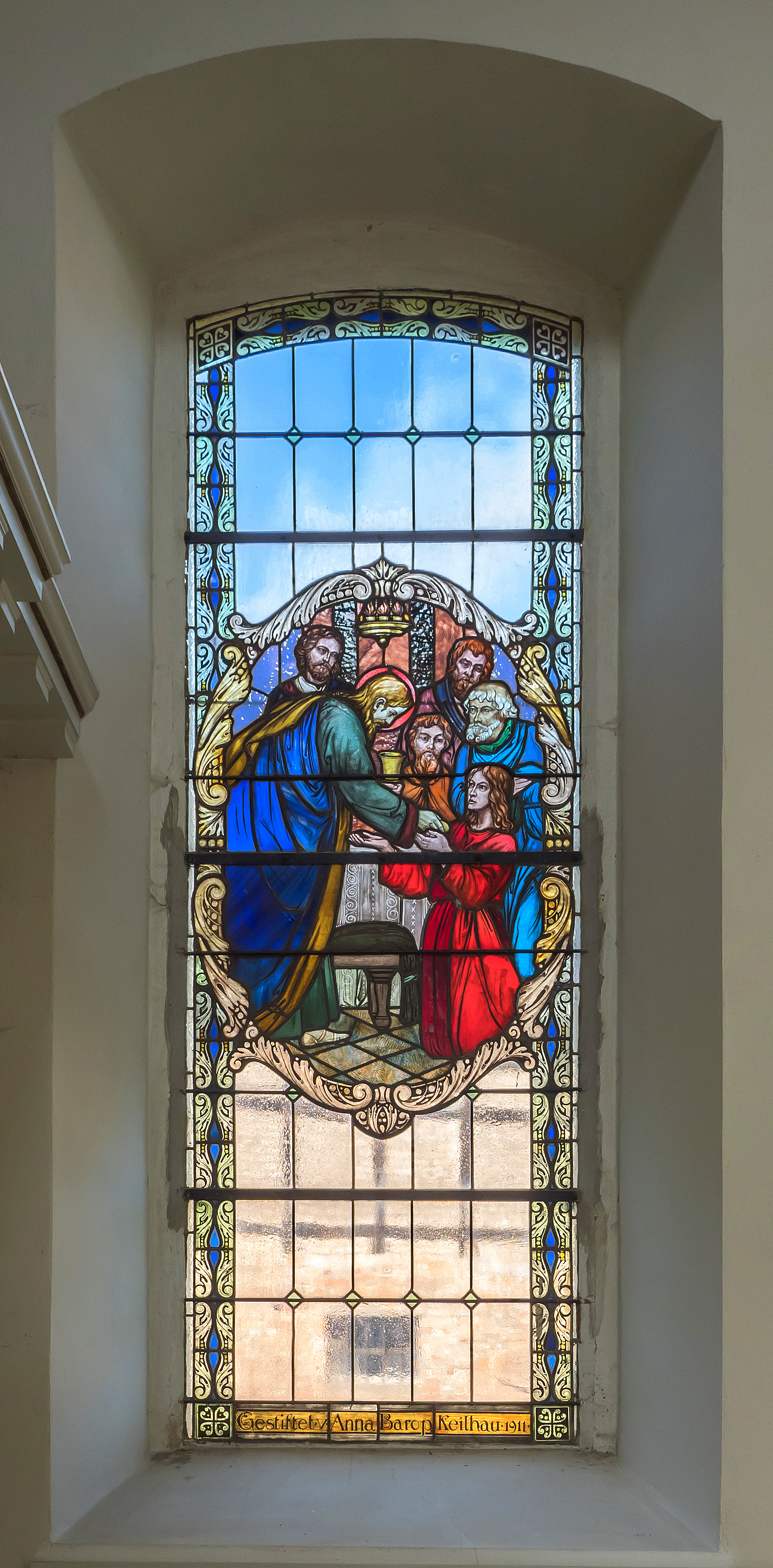
Bleiglasfenster Nordseite
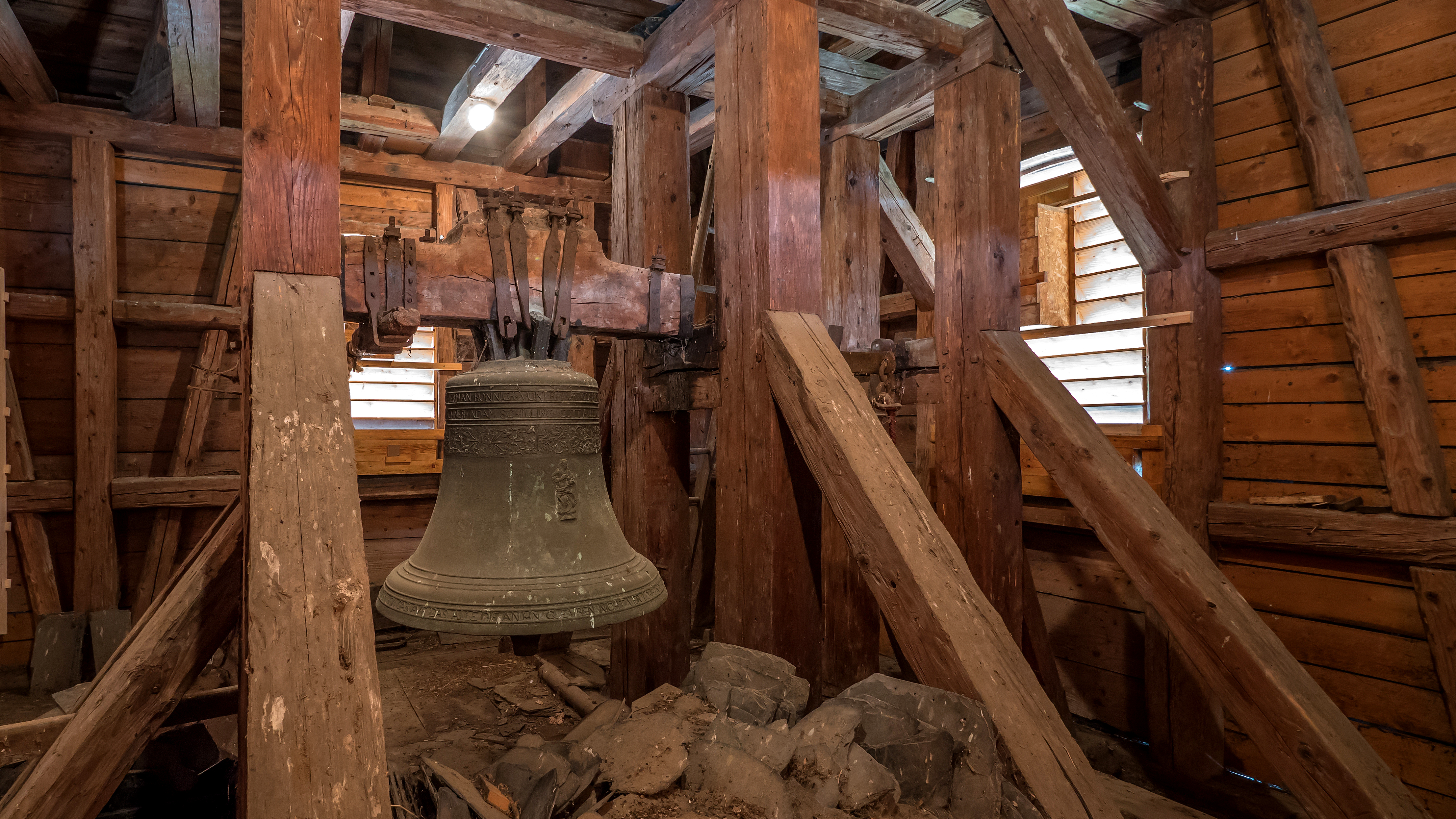
Glockenstuhl, in den Luken Nistkästen
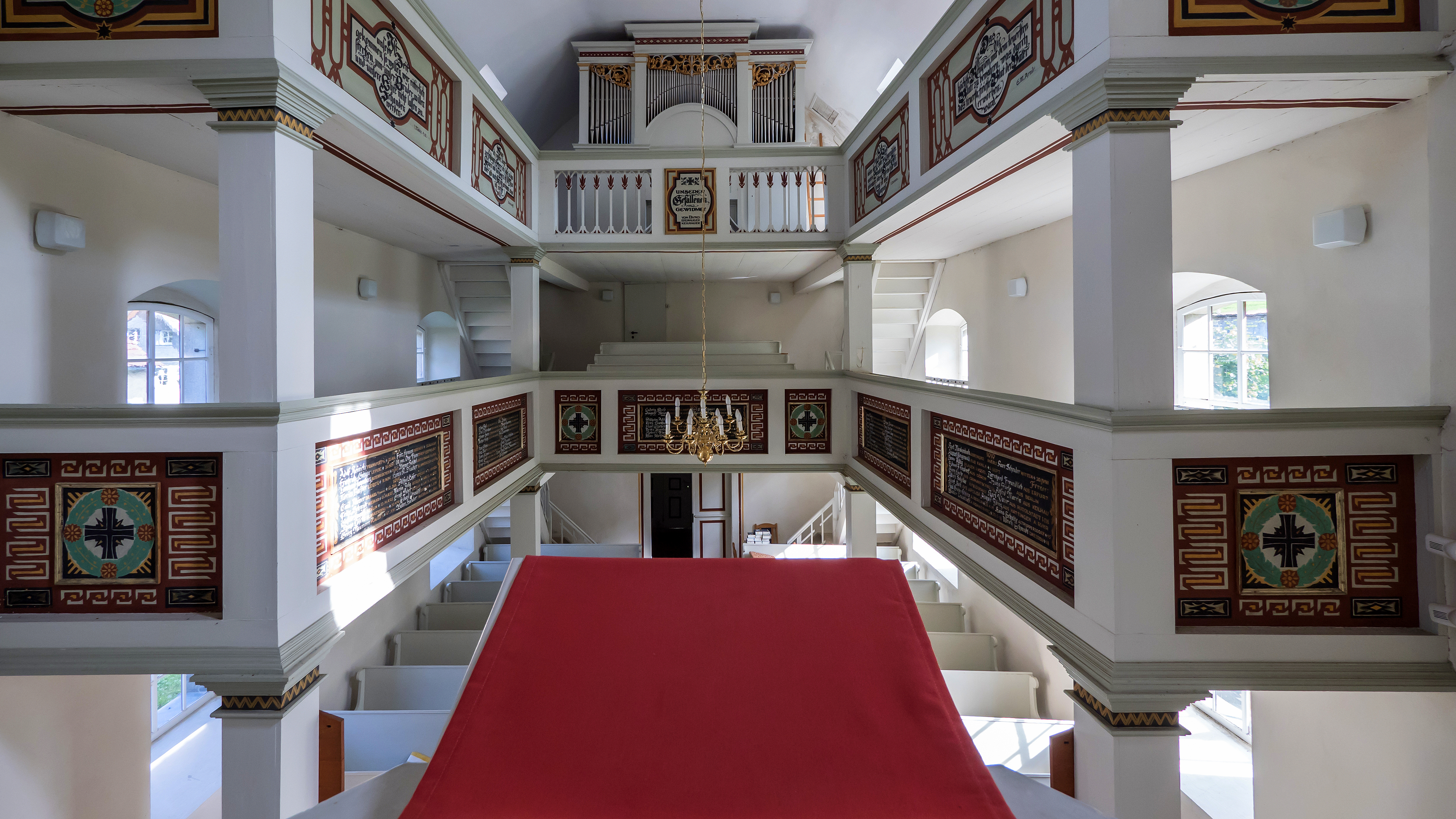
Emporen von der Kanzel

## Naturschutz

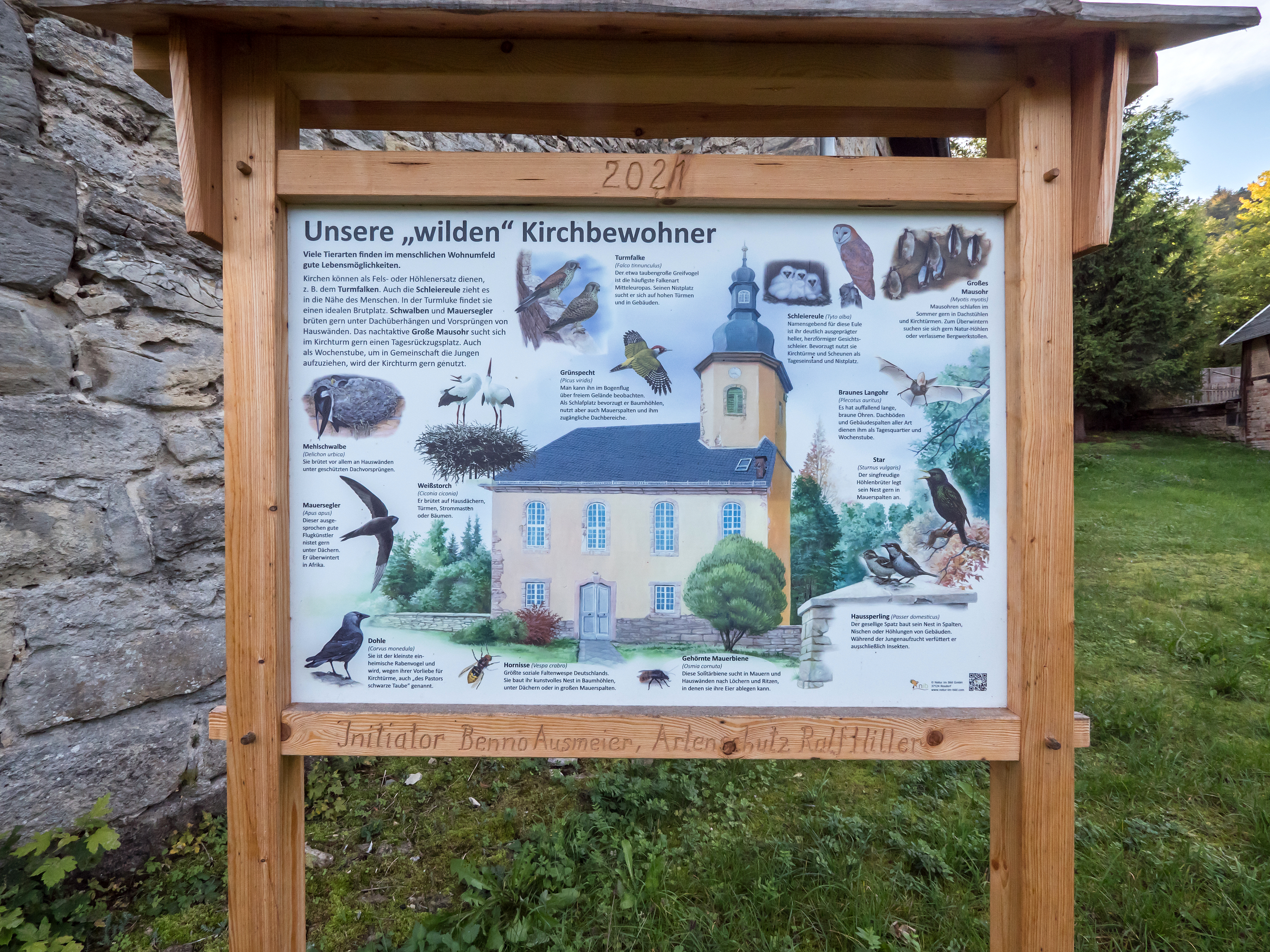
Infotafel neben der Kirche

Auf Initiative von Benno Ausmeier und von Ralf Hiller von der Fachgruppe Ornithologie und Artenschutz „Unteres Schwarzatal“ wurden im Kirchturm Nistkästen und Nisthilfen für Turmfalke, Mauersegler, Schleiereulen, Fledermäuse und Dohlen geschaffen. Diese Arten brüten inzwischen erfolgreich in den verschiedenen Nistmöglichkeiten.